# ブルジュ・アル・アラム
ブルジュ・アル・アラム(Burj Al Alam)はアラブ首長国連邦・ドバイの新しいビジネス街であるビジネスベイに建設中の超高層ビル。2012年完成予定だったが、2013年の終わりに正式に建設中止が決定した。

## 概要
ブルジュはアラビア語で「タワー」、アル・アラムは「ワールド」の意味であり、「ワールドタワー」の意味である。高さは510m (108階建て）で、ドバイの完成済み・建設中のビルの中では、ブルジュ・ハリファ、ペントミニアム（凍結中）に次いで3番目の高層建築になる予定だった。
事業主はドバイで多くの超高層ビルを所有するフォーチュン・グループ。設計は日本の日建設計。構造設計はアラップ・ジャパン。双曲線のような構造のビルである。
地上108階のうち、オフィスが74階分を占め、その上層階27階分に高級ホテルができる。ホテルの客室としては世界で最高層のものとなる。また6階分のフロアを占めるハンマームやスカイガーデンなども作られる。30基のエレベーターのうち、19基は二階建てエレベーターとなる。
2006年11月12日から建設が開始され、当初2009年に完成予定であったが、2007年以降の世界金融危機や2009年のドバイショックなどにより建設が中断、2013年に建設計画中止が正式に発表された。